# Bystrička
Bystrička es un municipio situado en el distrito de Martin, en la región de Žilina, Eslovaquia. Tiene una población estimada, en 2020, de 1475 habitantes.
Está ubicado al oeste de la región, cerca del curso alto del río Váh (cuenca hidrográfica del Danubio) y del parque nacional de Veľká Fatra.

## Demografía
| Año        | 1994 | 2004     | 2014    | 2024    |
| ---------- | ---- | -------- | ------- | ------- |
| Población  | 1188 | 1379     | 1445    | 1490    |
| Diferencia |      | +16,07 % | +4,78 % | +3,11 % |

| Año        | 2023 | 2024    |
| ---------- | ---- | ------- |
| Población  | 1486 | 1490    |
| Diferencia |      | +0,26 % |